# Kyselina 2-aminothiazolin-4-karboxylová
Kyselina 2-aminothiazolin-4-karboxylová je heterocyklická karboxylová kyselina. Objevuje se jako meziprodukt průmyslové výroby aminokyseliny L-cysteinu. Vyskytuje se v rovnováze se svým tautomerem kyselinou 2-iminothiazolidin-4-karboxylovou.
Tato látka vzniká reakcí kyseliny 2-chlormethakrylové s thiomočovinou.
Přítomnost kyseliny 2-aminothiazolin-4-karboxylové v těle odkazuje na otravu kyanidy, kdy se vytváří kondenzací cysteinu s kyanidovými ionty.